# Maximilian Villwock

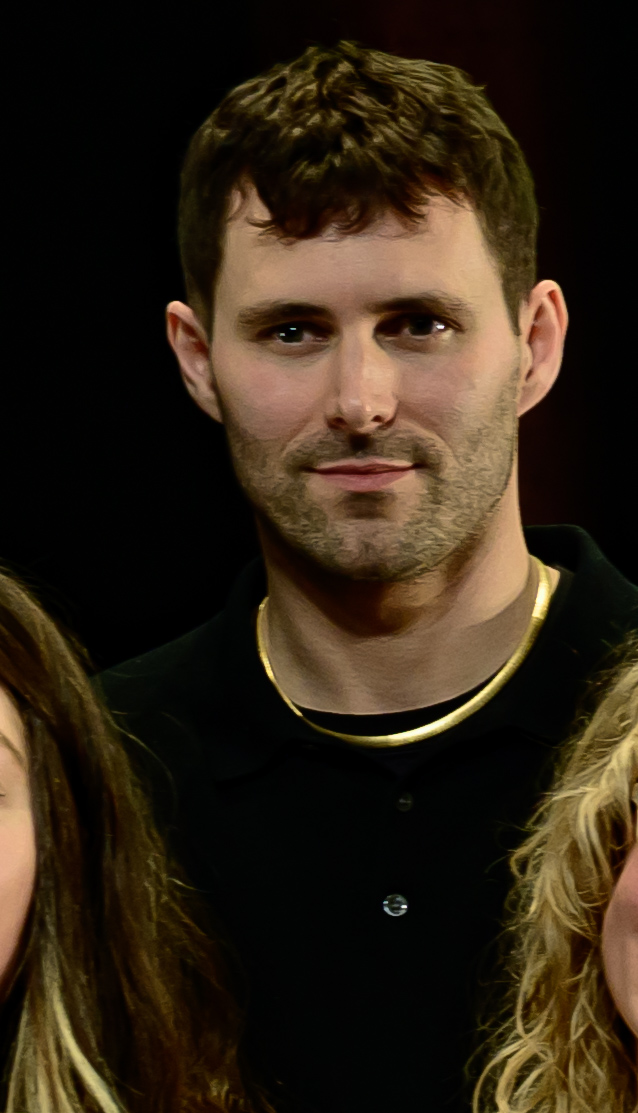
Maximilian Villwock (2024)

Maximilian Villwock (* 1987) ist ein deutscher Regisseur und Drehbuchautor. Er wurde für seinen Film Fire Drill (2024) mit dem Deutschen Kurzfilmpreis ausgezeichnet.

## Leben
Vor seiner Regieausbildung arbeitete Villwock als Operator für eine Reederei und war in der Produktion, Werbung und im Filmbereich in Paris, Hamburg und Berlin tätig. Er absolvierte ein Masterstudium in Regie an der Filmuniversität Babelsberg „Konrad Wolf“. Er lebt und arbeitet in Hamburg und Berlin.

## Filmografie (Auswahl)
- 2016: Panda III (Kurzfilm)
- 2019: Penthesilea (mittellanger Kurzfilm)
- 2022: A Passage (360°-Installation)
- 2024: Fire Drill (Kurzfilm)

## Auszeichnungen
- 2024: Deutscher Kurzfilmpreis (Kategorie: Narrative Film länger als 10 Minuten bis 30 Minuten) für Fire Drill[2]
- 2024: Special Jury Prize, Torino Film Festival, für Fire Drill[3]
- 2024: Goldener Reiter (Filmfest Dresden, nationaler Wettbewerb) für Fire Drill[4]
- 2022: Student BAFTA-Nominierung für A Passage[5]